# 中苏友谊纪念塔
38°48′31″N 121°13′45″E / 38.80849°N 121.22913°E
中苏友谊纪念塔，又名中苏友谊塔，位于中华人民共和国辽宁省大连市旅顺口区的旅顺博物馆门前的广场上，建成于1957年，为中国和苏联之间的友谊的纪念建筑。1961年，该纪念塔列为全国重点文物保护单位。

## 历史
1945年8月，苏联按照雅尔塔会议的商定结果对日出兵作战，并在战争结束之后占领了旅顺。中华人民共和国成立后，由于中国方面海防能力不足，加之朝鲜战争爆发，苏联归还旅顺的日程多次被中苏双方推迟。1954年，赫鲁晓夫决定将旅顺归还中方，并于当年10月12日发表《关于中苏会议的公报》，苏联方面计划于1955年5月31日之前全面撤出旅顺。此后国务院批准在旅顺修建一座中苏友谊的纪念建筑。1955年2月23日，中苏友谊纪念塔在旅顺博物馆前的广场上举行奠基典礼，作为苏联红军和旅顺人民共同战斗的纪念。中方代表宋庆龄、彭德怀、郭沫若、贺龙、聂荣臻，苏联驻华大使尤金、驻大连总参事别良诺夫等出席了奠基典礼:201，周恩来撰写奠基碑文。1955年5月26日，苏军全部撤出旅顺。1957年2月14日，中苏友谊纪念塔正式落成。1961年，中苏友谊纪念塔被列为全国重点文物保护单位。

## 结构
中苏友谊纪念塔，也称中苏友谊塔，高22.2米。塔基为花岗岩质地，平面呈正方形，长宽均为22米，其上建有两层月台，每层月台四面正中均修建有台阶，其余边缘修有汉白玉围栏。第二层月台正中为塔身，高12米。塔身底部四周刻有浮雕。南面浮雕为天安门和克里姆林宫，东面为鞍钢高炉，北面为旅顺的风景和苏军胜利塔，西面为康拜因收割机在中苏友谊农场秋收的场景。塔身上半部塔身为十二面柱形， 柱子的基部雕刻有20个神态民族各异的中苏两国人民群像，顶端四周雕刻有莲花瓣，莲花瓣上镶嵌有一个中苏友谊徽。上方承托一只金色和平鸽。:225-226